# 占守岛
占守岛（俄語：Шумшу，羅馬化：Shumshu，日语：／ Shumushu tō */?），俄语音译舒姆舒岛，地名来源于日本阿伊努语「sum-us-i/（西邊的地方）」，千岛群岛東北方的島嶼，与勘察加半岛洛帕特卡角仅有11公里之遥，面积388平方公里。岛上主要居民点为片冈。
1855年根据《日俄和亲通好条约》，包括占守岛在内的北千岛群岛成为俄国领土，而庫頁島仍維持日俄兩國共管，未定國界。后根据1875年的《库页岛千岛群岛交换条约》，日本以放棄庫頁島，交换包括占守岛在内的全部千岛群岛。二战末期，在1945年8月18日，也就是日本宣布投降三天后，苏联出兵占领占守岛。
大日本帝国海军于太平洋战争爆发前设计建造的一级海防舰占守级海防舰以该岛命名。

## 外部連結
- Описание острова. Карта. （页面存档备份，存于） （俄文）
- Десант на Шумшу (18 августа 1945)[永久] （俄文）
- Курильская операция (видео на YouTube) （页面存档备份，存于） （俄文）

50°44′N 156°19′E / 50.733°N 156.317°E